# Гжель (село, Московська область)
Гжель (рос. Гжель) — село в Раменському районі Московської області Росії, розташоване в 43 км від МКАД. Населення — 1006 осіб (2010). По території села протікає річка Гжелка — притока Москви-ріки.

## Назва
У духовній грамоті Софії Вітовтівни 1451 року назва зафіксована у формі Кжеля, а в міновій грамоті 1566 р. — як Гжель. З контексту цих документів виходить, що йдеться про волость, а не про село. Варіант Гжель, уперше згаданий у XVI столітті, надалі закріпляється як назва місцевості. Історико-географи одностайно розглядають її як вторинну щодо гідроніма «Гжель» (нині річка Гжелка). Назва колись повноводної річки Гжелі має балтійське походження (пор. річка Гжелка в басейні Верхнього Подніпрів'я, річка Гжать і її притока Кзелка). Припускається утворення гідроніма Гжель від балтійського сполучення кореня і суфікса gud(i)-el- (пор. прусськ. gudde — «чагарник»). Але оскільки Гжельська волость є старовинним центром виробництва порцеляни, ще в XIX столітті робились спроби пов'язати назву місцевості з її спеціалізацією: «посуд випалюють, палять (рос. жгут), звідси і виробництво названо „жгель“, а потім і „гжель“ внаслідок властивості простолюдина переставляти приголосні». З огляду на вищевикладену гіпотезу балтійського походження ця версія абсолютно необґрунтована і являє собою типову «кабінетну» етимологію.

## Історія
У районі Гжелі в 1986 і 1988 рр. археологами А. Є. Кравцовим і О. Г. Векслером виявлене поселення давньоруського часу і ґрунтовий могильник XIV—XVII ст. Перша згадка назви «Гжель» трапляється в духовній грамоті Івана Калити 1330-х рр.: він заповів село своєму синові Івану Красному. Згодом воно належало Дмитрію Донському, Василію I і його вдові Софії Вітовтівні. У XVII—XVIII ст.ст. Гжель входила до складу Вохонської десятини Замосковної половини Московського повіту, а після 1781 року — Бронницького повіту Московської губернії і була центром однойменної волості.
На початку XVII ст. у селі відзначені 2 дерев'яні храми: діюча церква Успіння Пресвятої Богородиці і церква Дмитрія Солунського («пуста и обвалилась»). Надалі в документах згадується лише Успенська церква. У 1701 році в Гжелі побудований кам'яний храм, розібраний у 1882—1885 при будівництві нового. Теперішня церква в Гжелі збудована за проектом К. В. Гриневського і освячена 24 листопада 1885 року.
У XIX ст. велике значення набув гончарський промисел — надалі знаменита Гжель. У другій половині століття основні керамічні заводи Гжельської волості розташовувались у селі Рєчиці, сільцях Бахтєєво, Меткомеліно, Новохаритоново, Трошково, Феніно. У самому селі Гжель було тільки два дрібнотоварні заводи: Є. М. Маліна та І. І. Ніколаєва, що спеціалізувалися на виготовлянні горщиків.
До 2002 року Гжель була центром Гжельського сільського округу.
На теперішній час у селі знаходиться ВАТ «Синь России» де виготовляють порцеляновий посуд, скульптуру та інші вироби.
Тут же є будинок культури і бібліотека, кафе «Гжель» і кілька магазинів, будинок побуту, центр сільського округу, пам'ятник загиблим у роки ВВВ, відділення АТ «Гжельское», дитячий садок і школа.